# NGC 7739
NGC 7739 је елиптична галаксија у сазвежђу Рибе која се налази на NGC листи објеката дубоког неба.
Деклинација објекта је + 0° 19' 16" а ректасцензија 23h 44m 30,0s. Привидна величина (магнитуда) објекта NGC 7739 износи 14,1 а фотографска магнитуда 15,1. NGC 7739 је још познат и под ознакама CGCG 381-38, NPM1G +00.0645, PGC 72272.